# ヘスース・アレジャーノ
ヘスース・アレジャーノ（José de Jesús Arellano Alcocer、1973年3月8日 - ）は、メキシコの元サッカー選手。元メキシコ代表。ポジションはフォワード。

## 来歴
1996年2月にメキシコ代表デビュー。夏にはU-23代表としてアトランタオリンピックにも出場した。1998 FIFAワールドカップのメンバーにも選ばれ、全4試合に出場した。その後、FIFAコンフェデレーションズカップ1999では優勝し、コパ・アメリカ2001では準優勝した。2度目のワールドカップとなる2002 FIFAワールドカップでは3試合に出場した。2003 CONCACAFゴールドカップで優勝し、大会最優秀選手に選ばれた。3度目のワールドカップとなる2006 FIFAワールドカップではグループステージ・アンゴラ戦1試合に出場、これが代表での最後の試合となった。メキシコ代表として11年間で70試合に出場、7得点をあげた。

## 代表歴

### 出場大会
- メキシコ代表
  - 1998 FIFAワールドカップ
  - 2002 FIFAワールドカップ
  - 2006 FIFAワールドカップ

### 試合数
- 国際Aマッチ 70試合 7得点（1996年-2006年）[1]

| メキシコ代表 | 国際Aマッチ | 国際Aマッチ |
| 年           | 出場        | 得点        |
| ------------ | ----------- | ----------- |
| 1996         | 2           | 0           |
| 1997         | 1           | 0           |
| 1998         | 8           | 0           |
| 1999         | 7           | 1           |
| 2000         | 10          | 1           |
| 2001         | 15          | 3           |
| 2002         | 5           | 0           |
| 2003         | 8           | 0           |
| 2004         | 9           | 2           |
| 2005         | 0           | 0           |
| 2006         | 5           | 0           |
| 通算         | 70          | 7           |